# کونتین ان. بوردیک
کونتین ان. بوردیک (به انگلیسی: Quentin N. Burdick) سناتور سابق عضو حزب دموکرات ایالات متحده آمریکا بود. وی در سال ۱۹۶۱ تا ۱۹۹۲ میلادی سناتور ایالت داکوتای شمالی در سنای ایالات متحده آمریکا بود.